# Johann Friedrich Wilhelm Jerusalem

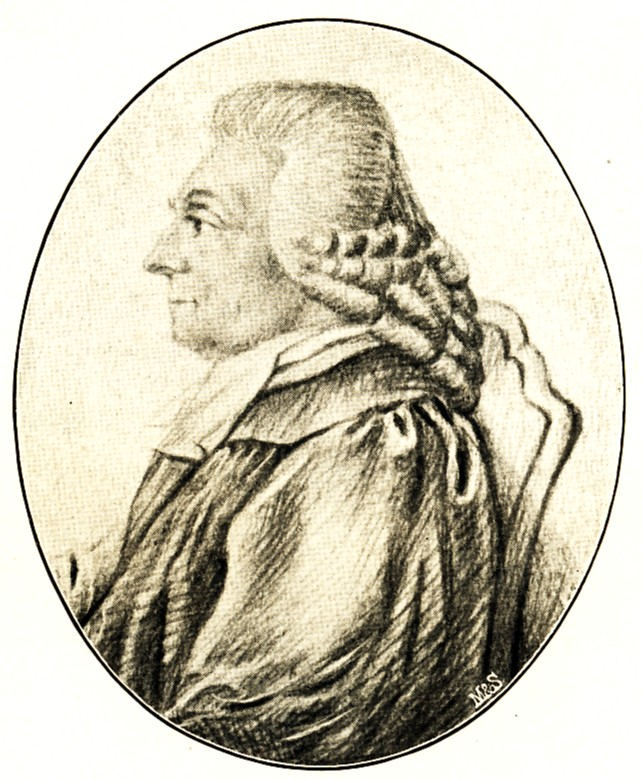
Johann Friedrich Wilhelm Jerusalem.

Johann Friedrich Wilhelm Jerusalem, född den 22 november 1709 i Osnabrück, död den 2 september 1789, var en tysk teolog och predikant, far till Karl Wilhelm Jerusalem.
Jerusalem kallades 1742 av hertig Karl av Braunschweig till lärare för arvprinsen, den sedermera såsom fältherre berömde Karl Vilhelm Ferdinand. 1743 utnämndes han till prost och 1749 till abbot samt blev 1771 vicepresident för konsistorium i Wolfenbüttel, sedan han av tillgivenhet för braunschweigska hovet avslagit kallelsen att bli kansler för universitetet i Göttingen. 
Jerusalem var upphovsman till inrättandet av skolinstitutet Collegium carolinum i Braunschweig, ett mellanting mellan skola och universitet. Bland hans skrifter må nämnas: Sammlung von predigten (1745-53; 3:e uppl. 1788-89) och Betrachtungen über die vornehmsten wahrheiten der religion (1768-79, 1785, 1795). Hans Nachgelassene schriften utgavs 1792-93 i två band.